# Christine Gilli-Brügger
Christine Gilli-Brügger (* 3. Juli 1956 in Herlisberg als Christine Brügger) ist eine ehemalige Schweizer Skilangläuferin.

## Werdegang
Gilli-Brügger, die für den SC Lachen und den SC Alpina St. Moritz startete, wurde in den Jahren 1973 und 1974 Schweizer Juniorenmeisterin mit der Staffel. Bei den Schweizer Meisterschaften 1975 im Pays-d’Enhaut gewann sie Bronze und bei den Schweizer Meisterschaften 1977 in Einsiedeln Silber mit der Staffel. Nach Platz eins über 10 km in Engelberg zu Beginn der Saison 1977/78 gewann sie erstmals den Engadin Skimarathon mit einer Zeit von einer Stunde und 58 Minuten und blieb als erste Frau bei diesem Lauf unter zwei Stunden. Im folgenden Jahr gewann sie erneut diesen Lauf und errang bei den Schweizer Meisterschaften den dritten Platz mit der Staffel. Bei den Schweizer Meisterschaften 1980 in Lenk wurde sie Vierte über 20 km und holte bei den Schweizer Meisterschaften 1981 Silber über 10 km. Nach Platz zwei in Maloja über 7,5 km zu Beginn der Saison 1982/83 holte sie Gold bei den Schweizer Meisterschaften 1983 mit der Staffel. Zu Beginn der folgenden Saison errang sie in Splügen den zweiten Platz über 5 km und den dritten Platz über 7,5 km in Le Revard. Bei den Schweizer Meisterschaften im Januar 1984 in Saint-Imier holte sie über 5 km ihren ersten Einzeltitel. Zudem wurde sie dort Erste mit der Staffel und Dritte über 10 km. Beim Saisonhöhepunkt, den Olympischen Winterspielen 1984 in Sarajevo, belegte sie den 35. Platz über 5 km, den 20. Rang über 10 km und zusammen mit Karin Thomas, Monika Germann und Evi Kratzer den sechsten Platz in der Staffel. Mit dem 20. Platz über 10 km holte sie ihren ersten Weltcuppunkt. 
In der Saison 1984/85 kam Gilli-Brügger im Weltcup fünfmal in die Punkteränge und belegte damit den 27. Platz im Gesamtweltcup. Bei den Schweizer Meisterschaften 1985 in Einsiedeln gewann sie Silber über 20 km und erneut Gold mit der Staffel. Beim Saisonhöhepunkt, den nordischen Skiweltmeisterschaften 1985 in Seefeld in Tirol, konnte sie aufgrund einer Nebenhöhlenentzündung nicht teilnehmen. In der Saison 1985/86 siegte sie beim Dolomitenlauf in Lienz und holte bei den Schweizer Meisterschaften 1986 in Trun Bronze über 20 km und Gold mit der Staffel. In der folgenden Saison kam sie im Weltcup dreimal unter die ersten Zehn und erreichte damit den 24. Platz im Gesamtweltcup. Im Januar 1987 gewann sie an den Schweizer Meisterschaften in Blonay jeweils Bronze über 5 km und 10 km, Silber über 20 km und Gold mit der Staffel und erneut den Dolomitenlauf. Beim Saisonhöhepunkt, den nordischen Skiweltmeisterschaften 1987 in Oberstdorf, belegte sie den 16. Platz über 10 km klassisch, den achten Rang zusammen mit Karin Thomas, Marianne Irniger und Evi Kratzer in der Staffel und den fünften Platz über 20 km Freistil. Im März 1987 triumphierte sie zum dritten Mal beim Engadin Skimarathon. Nach Platz drei über 5 km Freistil in St. Moritz und Rang 13 beim Weltcup in La Clusaz über 5 km Freistil zu Beginn der Saison 1987/88 wurde sie im Sparenmoos Schweizer Meisterin über 10 km klassisch und mit der Staffel. Zudem gewann sie dort jeweils Silber über 5 km klassisch und 20 km Freistil. Bei den Olympischen Winterspielen 1988 in Calgary kam sie auf den 18. Platz über 10 km klassisch, auf den 15. Rang über 5 km klassisch und erreichte mit dem vierten Platz über 20 km Freistil ihre beste Platzierung im Weltcup. Zudem wurde sie dort zusammen mit Karin Thomas, Sandra Parpan und Evi Kratzer Vierte in der Staffel. Im März 1988 siegte sie zum vierten Mal beim Engadin Skimarathon und belegte am Holmenkollen den neunten Platz im 30-km-Massenstartrennen. Sie errang damit zum Saisonende den 21. Platz im Gesamtweltcup und erreichte damit ihr bestes Gesamtergebnis. Nach der Saison 1987/88 beendete sie ihre internationale Karriere. In den folgenden Jahren nahm sie noch an nationalen Rennen teil. Dabei holte sie bei den Schweizer Meisterschaften 1996 in Klosters und 2000 in Les Cernets jeweils Bronze und in den Jahren 1997 in Le Brassus und 1999 in Silvaplana jeweils Gold mit der Staffel.

## Teilnahmen an Weltmeisterschaften und Olympischen Winterspielen

### Olympische Winterspiele
- 1984 Sarajevo: 6. Platz Staffel, 20. Platz 10 km, 35. Platz 5 km
- 1988 Calgary: 4. Platz Staffel, 4. Platz 20 km Freistil, 15. Platz 5 km klassisch, 18. Platz 10 km klassisch

### Nordische Skiweltmeisterschaften
- 1987 Oberstdorf: 5. Platz 20 km Freistil, 8. Platz Staffel, 16. Platz 10 km klassisch

## Gesamtweltcup-Platzierungen
| Saison  | Platz | Punkte |
| ------- | ----- | ------ |
| 1983/84 | 60.   | 3      |
| 1984/85 | 27.   | 29     |
| 1985/86 | 44.   | 3      |
| 1986/87 | 24.   | 18     |
| 1987/88 | 21.   | 23     |